# 朱仙舫
朱仙舫（1887年—1968年），江西临川人，中华人民共和国政治人物。
担任任纺织工业部计划司司长。1954年，当选第一届全国人民代表大会代表。